# Misantropia

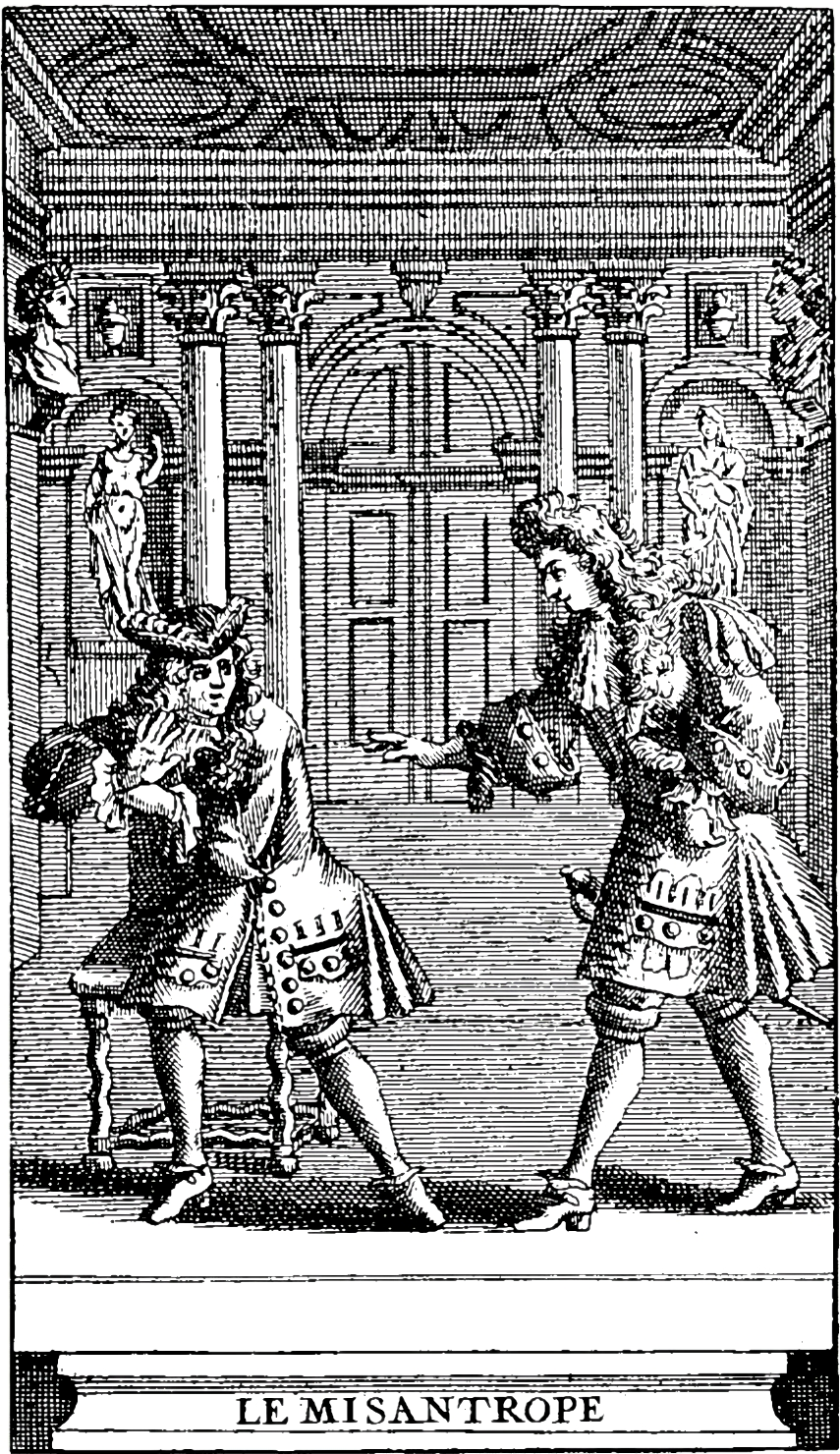
Incisione del 1719 raffigurante Alceste (a sinistra), protagonista dell'opera teatrale Il misantropo

La misantropia (dal greco antico: μίσος?, mísos, "odio" e ἄνθρωπος, ànthrōpos, "uomo, essere umano") è l'odio generale, l'antipatia, il disprezzo o la sfiducia nei confronti della specie umana, del comportamento umano o della natura umana. Un misantropo è qualcuno che detiene tali punti di vista o sentimenti. La misantropia implica un atteggiamento valutativo negativo nei confronti dell'umanità che si basa su un giudizio negativo sui suoi difetti. Questi difetti sono visti come onnipresenti, cioè posseduti da quasi tutti in misura grave e non solo da pochi casi estremi. Si ritiene inoltre che siano radicati, il che significa che non esiste un modo semplice per correggerli a meno di una completa trasformazione del modo di vivere dominante.
La misantropia non implica necessariamente violenza, crudeltà, sadismo, masochismo o depressione, o una disposizione antisociale e sociopatica verso l'umanità.

## Forme e origini della misantropia

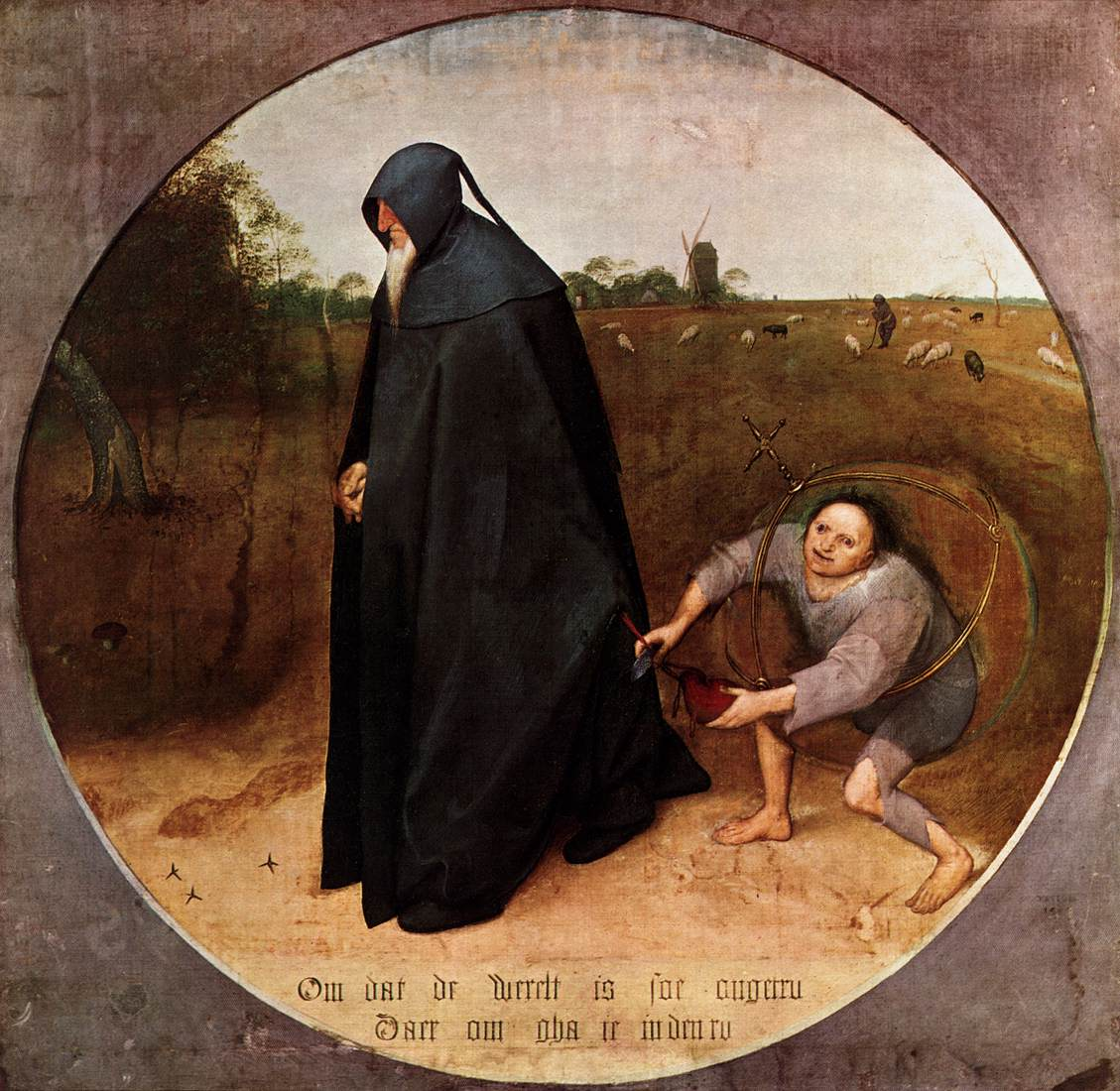
Pieter Bruegel il Vecchio, il Misantropo (1568), Museo di Capodimonte, Napoli

Benché i misantropi non esprimano fiducia per l'umanità in generale, tendono ad avere relazioni personali normali con altri individui. La misantropia può essere correlata a sentimenti di isolamento o alienazione. La misantropia può assumere talvolta forma di arroganza culturale, quando una persona prova avversione verso l'umanità per una superiorità mentale sugli altri.
Può manifestarsi anche in individui affetti da forti depressioni o da altri disturbi; l'aspetto più comune è classificabile come un desiderio di solitudine, alienazione o anche sentimenti estremi non necessariamente legati a qualche disturbo, come distruggere gli oggetti o fare del male alle persone, spesso attraverso la violenza.
La misantropia difficilmente riesce ad attecchire completamente nella personalità di una persona: nei misantropi estremi spesso non esiste rimedio o soluzione in grado di far cambiare pensiero, mentre può essere una valvola di sfogo per quelle persone non propriamente misantrope, ma che abbracciano tale sentimento solo per questioni temporanee e provvisorie, spesso correlate appunto a disturbi psichici oppure a filosofie personali.
La misantropia tende a rivelarsi nell'individuo prettamente durante il transito dall'età medioadulta (40-50 anni) alla terza età, anche se non rari sono i casi di misantropia adolescenziale, essendo l'adolescenza un periodo di grande arricchimento mentale e filosofico. Infatti, molte persone nell'età compresa dai 16 ai 21 anni con problemi psichici o eccessiva emotività personale sono inclini alla misantropia. In ambito psicologico un misantropo può talvolta essere sofferente di disturbi della personalità (es. evitante, schizotipico, schizoide, paranoide), di depressione o fobia sociale.

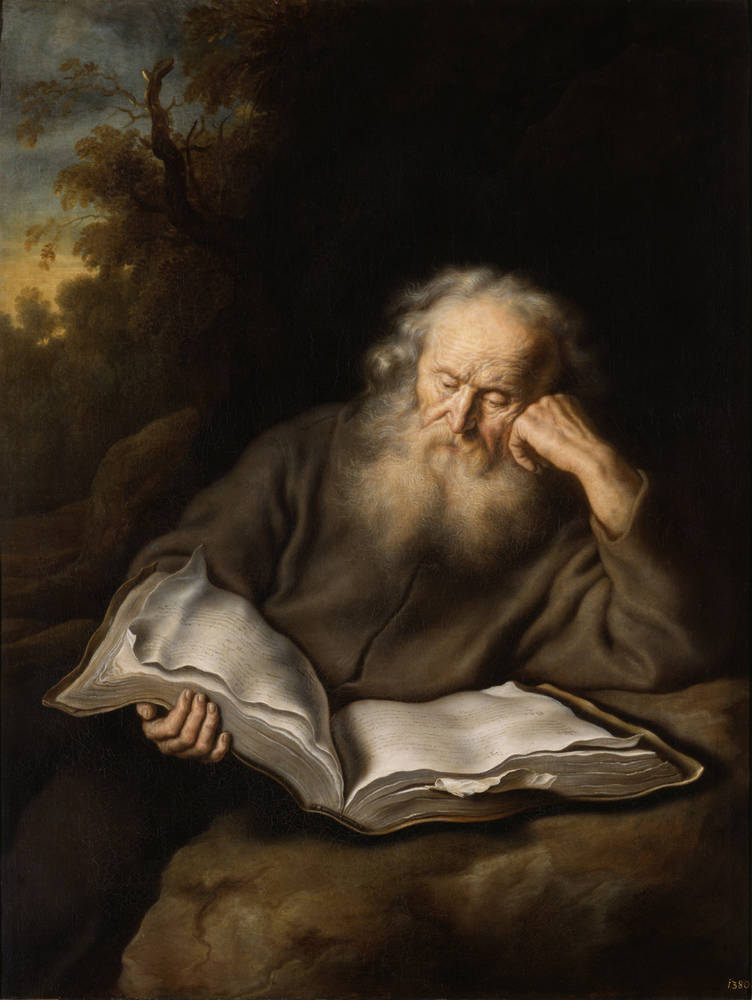
Salomon Koninck, L'Eremita (1643), Gemäldegalerie Alte Meister

Rappresentazioni di misantropia sono comuni nella satira e nella comicità, anche se rappresentazioni estreme sono generalmente rare, espressioni sottili sono più comuni, specialmente quelle che evidenziano i difetti e i limiti dell'umanità.
In casi estremi, i misantropi possono ritirarsi dalla società, diventando eremiti.
Spesso i misantropi vengono esclusi da certi tipi di società o altamente penalizzati, in quanto visti diversi o semplicemente dei folli.
Tuttavia, la misantropia è stata largamente emancipata da numerosi filosofi e sociologi della storia umana, come Platone, Diogene di Sinope, Aristotele, Immanuel Kant, Thomas Hobbes, Jean-Jacques Rousseau, Arthur Schopenhauer, Friedrich Nietzsche, Philipp Mainländer, Albert Caraco o Emil Cioran.

### La misantropia nella filosofia
Nella filosofia occidentale, la misantropia è stata correlata all'isolamento dalla società umana e, più propriamente, al gruppo sociale in se stesso come insieme di persone.
Nel Fedone di Platone, Socrate definisce la misantropia ai suoi allievi come un principio primitivo, quasi animalesco: «La misantropia si sviluppa quando una persona, riposta completa fiducia nei confronti di un altro che sembri essere di buon animo e veritiero, scopre poi che questa persona in realtà non lo è. Quando questo succede troppo spesso, ecco che essa comincia, inevitabilmente, a odiare tutte le persone e a non fidarsi più di nessuno».
La misantropia, per Platone, è presentata come il risultato di aspirazioni bruciate o eccessivo ottimismo nei confronti di un obiettivo o di una causa comune poi rivelatasi completamente sbagliata o errata, soprattutto alla luce del fatto che Platone sostenne questa "arte" (la misantropia) come qualcosa che possa aiutare il potenziale misantropo a riconoscere la posizione della maggioranza degli uomini tra il bene e il male, aiutandolo così a essere più prudente e a meglio identificare le intenzioni di tutti gli uomini, facendogli però perdere contemporaneamente fiducia in loro stessi.
Aristotele seguì una via molto più ontologica: il misantropo, essenzialmente un uomo solitario, non è propriamente umano: deve essere una bestia o un dio per riuscire a odiare tutti gli uomini, una visione riflessa nel Rinascimento della misantropia come "uno stadio bestiale".
È importante fare una marcata distinzione tra pessimismo filosofico e misantropia.

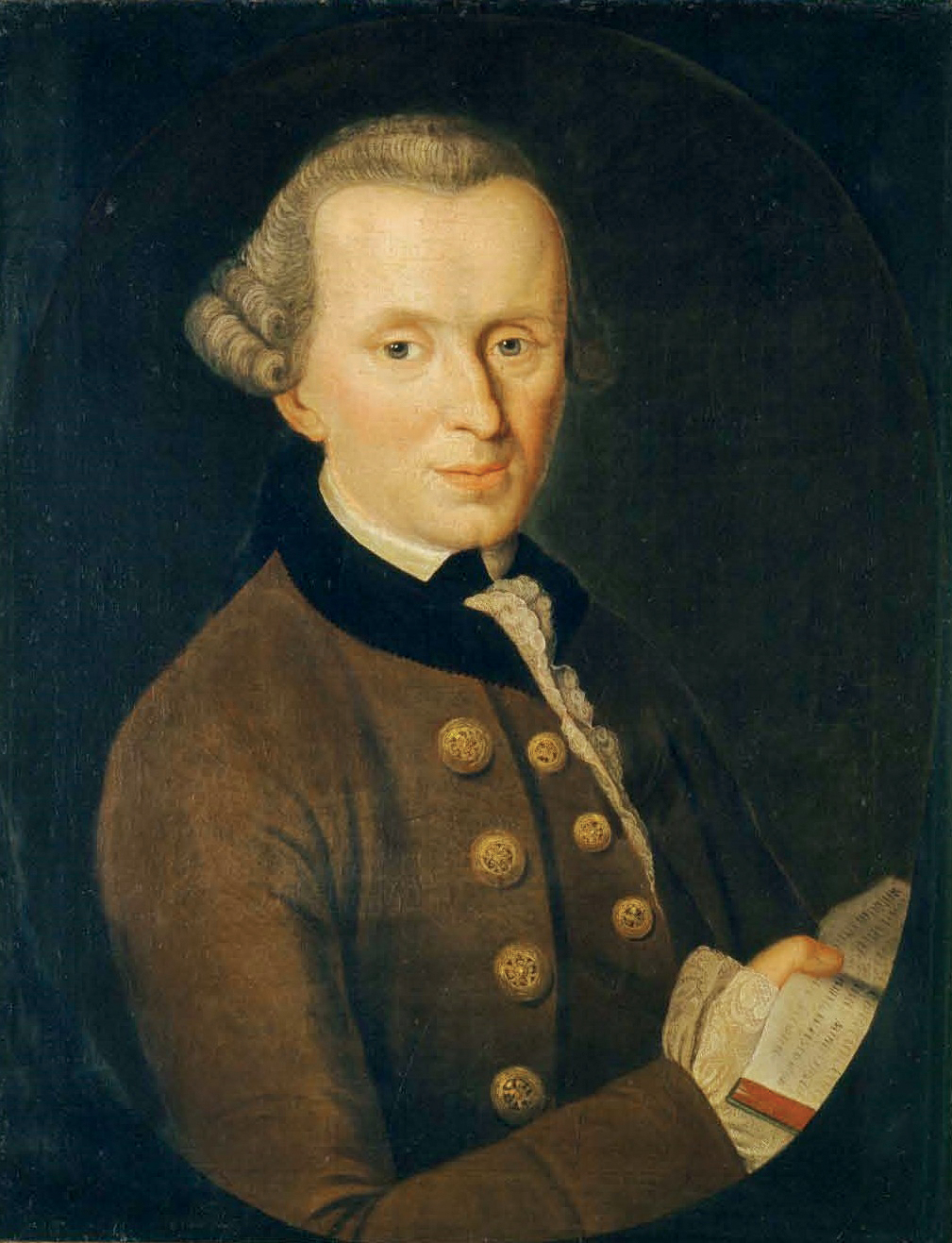
Kant

Immanuel Kant disse che «dallo storto legno dell'umanità, nulla di dritto potrà mai essere creato», anche se questa non era propriamente un'espressione riguardante l'inutilità della specie umana in se stessa, ma più una critica allo scopo ultimo della specie umana. Kant, in seguito, specificò come l'odio della specie umana possa prendere due forme distintive: l'avversione in generale per gli uomini (antropofobia) o l'animosità totale contro di essi. La condizione di misantropo può crescere parzialmente sia dal disprezzo sia dal proprio volere.
Un altro esempio di misantropia equivoca è una citazione di Jean-Paul Sartre: «L'inferno sono gli altri».
A primo impatto questa citazione può sembrare di stampo profondamente misantropo, ma Sartre fece un'osservazione molto precisa sulla tendenza degli esseri umani nel mancare di auto-consapevolezza.
Persone ignare tendono a proiettare fuori le proprie paure e le caratteristiche personali più profonde contro le altre persone, invece di partecipare in un'espressiva introspezione di se stessi.
Quindi, quando guardano altre persone, spesso essi vedono il peggio di quella che è in realtà la propria personalità.

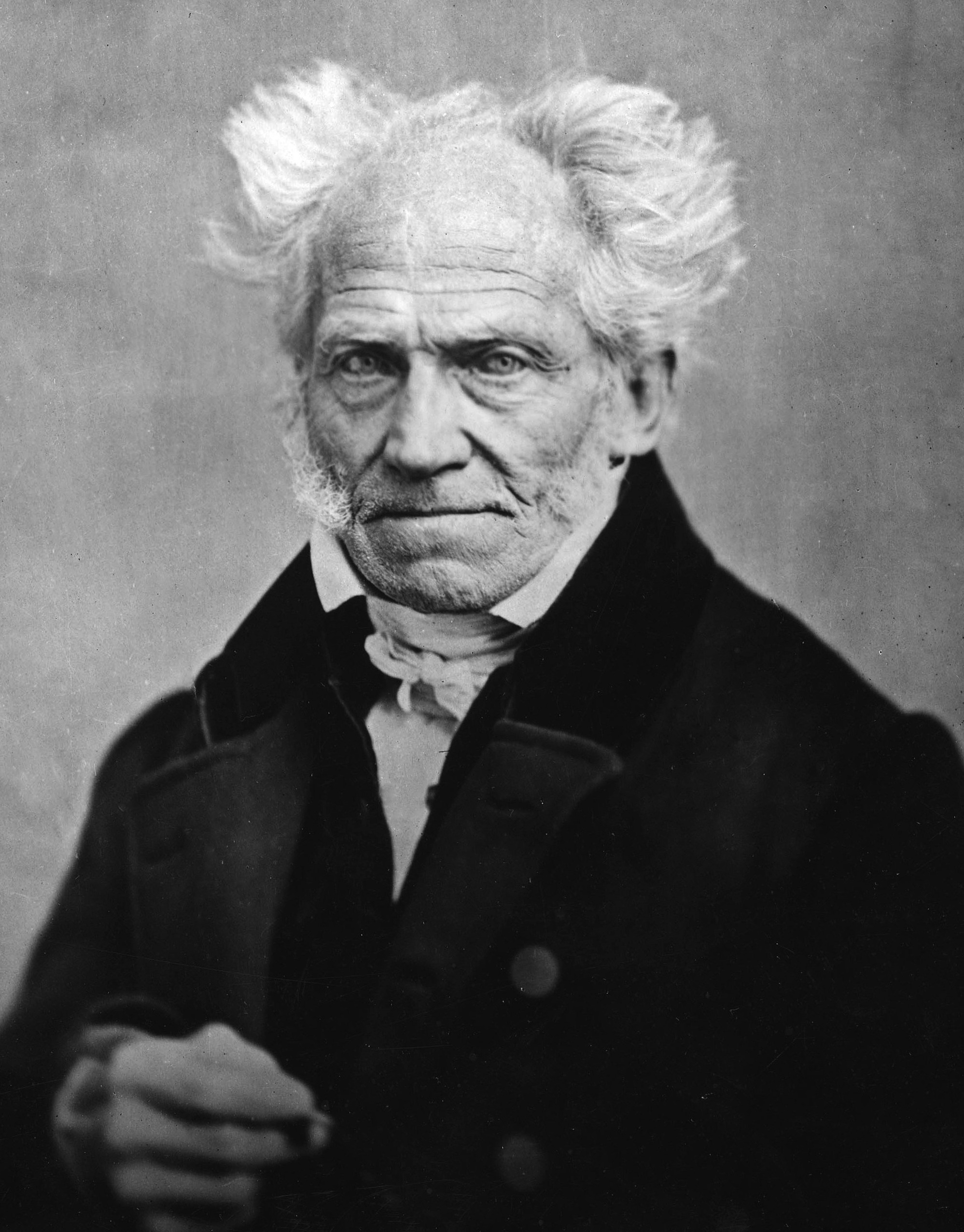
Schopenhauer

Il filosofo tedesco Arthur Schopenhauer (che influenzò particolarmente Friedrich Nietzsche) d'altra parte fu un famoso misantropo, specialmente grazie alla sua reputazione di recluso sociale e di solitario, cosa che comprendeva anche il suo antinatalismo filosofico, trasformando la sua misantropia quindi come un effetto indesiderato della sua filosofia.
Egli scrisse che «l'esistenza umana deve essere un qualche tipo di errore» anche se egli reputò necessario aggiungere, comunque, che la misantropia non è necessariamente eguale alle attitudini inumane contro l'umanità.
Schopenhauer concluse, di fatto, che il trattamento etico di tutti gli altri è il miglior approccio, visto che siamo tutti compagni di sofferenza e che siamo tutti, bene o male, partecipi al voler vivere la vita in modo sufficientemente sereno per se stessi; egli parlò anche del suicidio con comprensione e simpatia (anche se mai lo considerò legittimo per sottrarsi alla vita dolorosa), cosa assai rara ai suoi tempi, in quanto era un tema prettamente proibito e non discusso largamente. Egli distingue nettamente tra odio e misantropia giustificata:
(Scritti postumi)
Si dice che anche Martin Heidegger mostrò segni di misantropia nei suoi pensieri riguardanti "gli altri" - come la tendenza delle persone nel confluire in un'unica visione d'insieme, che nessuno ha realmente pensato e accettato, ma è semplicemente seguita perché "loro dicono così". Questa potrebbe esser pensata più come una critica alla conformità piuttosto che alle persone in generale. A differenza di Schopenhauer, Heidegger era assolutamente contro qualsiasi etica sistematica, anche se in alcuni suoi tardi pensieri egli stesso vide la possibilità dell'armonia tra persone come parte di un'unione di 4 soggetti: i mortali, Dio, la terra e i cieli.

## La misantropia nella cultura popolare

### La misantropia nel teatro
Il misantropo, commedia del 1666 di Molière il cui protagonista, il misantropo Alceste, è interpretato dallo stesso Molìere.
Timone d'Atene, tragedia composta tra il 1605 e il 1608 da William Shakespeare, il cui racconto si basa sull'omonima figura leggendaria.
Aspettando Godot, opera teatrale del 1953 di Samuel Beckett.

### La misantropia nel cinema e televisione
Vari personaggi del cinema e della televisione sono stati creati e trasposti con un profilo misantropico:
Harry Callaghan, ispettore dell'omonima saga poliziesca Dirty Harry.
Gregory House, dalla serie televisiva Dr. House - Medical Division.
Gil Grissom, dalla serie televisiva CSI - Scena del crimine.
L'Agente Smith, dalla saga cinematografica Matrix.
Daniel Plainview, dal film Il petroliere.
Richmond Valentine, dal film Kingsman: Secret Service.
Perry Cox, dalla serie televisiva Scrubs - Medici ai primi ferri.
Sesshomaru, dalla serie manga e anime Inuyasha.
Shin Hyuga Shaing, dalla serie di film anime Code Geass: Akito the Exiled.
Samantha Grooves/Root, dalla serie televisiva Person of Interest.
Ade e Luxor, dalla serie anime e manga I Cavalieri dello zodiaco.
Darkseid, dal film Superman/Batman: Apocalypse.
Demona, dalla serie animata Gargoyles - Il risveglio degli eroi.
Bruce Robertson, dal film Filth.
Koba, dal film Apes Revolution - Il pianeta delle scimmie.
Phantom, dalla serie manga e anime MÄR Märchen Awakens Romance.
Hannibal Lecter, dalla serie televisiva Hannibal.
Zeref Dragonil, dalla serie manga e anime Fairy Tail.
Elliot Alderson, dalla serie televisiva Mr. Robot.
Vegeta, dalla serie manga e anime Dragon Ball e Dragon Ball Z.
Zamasu e Black Goku, dalla serie manga e anime Dragon Ball Super.
Shinobu Sensui, dalla serie manga e anime Yu degli spettri.
Ares/Sir.Patrick Morgan, dal film Wonder Woman (2017).
Sir.Isaac Ray Peram Westcott, dalla serie light novel e anime Date A Live.
Sheldon Cooper, dalla setie televisiva The Big Bang Theory.
Rick Sanchez, dalla serie aniamta Rick and Morty.
Light Yagami, dalla serie manga e anime Death Note.
Vecna/001/Henry Creel, dalla serie televisiva Stranger Things.
Alan Jonah, dal film Godzilla II - King of the Monsters.
Milions Knives, dalla serie manga e anime Trigun.
Rau Le Crueset, dalla serie manga e anime Mobile Suit Gundam SEED.
Dr.Gerald Robotnik, dal film Sonic 3 - Il film.
Questi sono personaggi che mostrano, sia parzialmente che completamente, una spiccata misantropia nei confronti delle altre persone, cosa che può essere da influenza per lo sviluppo della storia e della trama.

### La misantropia nella letteratura
La misantropia ha un ruolo fondamentale anche in molte opere letterali e teatrali, come Sherlock Holmes, il Dr. Jekyll e Mr. Hyde il già citato Il misantropo di Molière, Il signore delle mosche di William Golding e I viaggi di Gulliver di Jonathan Swift o addirittura essere una delle caratteristiche dell'autore come lo stesso Jonathan Swift. Alcuni degli autori più ricordati per la loro visione o filosofia misantropica sono Charles Bukowski, Emil Cioran, Louis-Ferdinand Céline, Albert Caraco, Thomas Bernhard, J. D. Salinger e Mark Twain, che più volte dimostrò un profondo odio e astio nei confronti del genere umano.

### La misantropia nei fumetti
La misantropia è molto trattata anche nei fumetti, alcuni esempi celebri sono:
Magneto, supercriminale e acerrimo nemico degli X-Men, che in gioventù a causa delle sue origini ebraiche, subì le persecuzioni del Nazismo e venne richiuso ad Auschwitz, perdendo tutta la sua famiglia e i suoi cari. Il suo odio per l'umanità verrà alimentato da adulto a causa della sua natura mutante e delle discriminazioni che gli umani perpetrano sui mutanti.
Il Dottor Destino, celebre supercattivo della Marvel nonché nemesi dei Fantastici Quattro e numerose volte anche dei Vendicatori, cresce covando odio e desiderio di vendetta nei confronti del genere umano a causa delle persecuzioni del barone Zorba, nemico dei suoi genitori e responsabile della loro morte.
La serie di light novel, manga e anime Jinrui wa suitai shimashita, si incentra sullo scetticismo della protagonista Watashi nei confronti del genere umano, che nel corso della storia ripercorre tutti gli errori ed imperfezioni degli umani, criticandoli uno ad uno.
Dinamite Bla, personaggio dei fumetti Disney, che vive distaccato da tutti, con il suo cane e i suoi animali della sua fattoria nel Cocuzzolo del Misantropo.
Ultron, intelligenza artificiale, che brama la distruzione del genere umano, reputata da lui l'unica soluzione per raggiungere la pace sulla Terra.

### La misantropia nei videogiochi
Personaggi misantropi nei videogiochi includono:
Alex Mercer, da Prototype.
Shadow the Hedgehog, da Sonic the Hedgehog.
Ganondorf, da The Legend of Zelda.
Master Xehanort, da Kingdom Hearts.
Albert Wesker, da Resident Evil.
Sephiroth, da Final Fantasy VII.